# Bandera de Montserrat
La bandera de Montserrat, un territorio británico de ultramar, fue adoptada en 1960. 
Esta bandera es una enseña azul británica, en la que figura la Union Jack en el cantón e incorpora el Escudo de Montserrat en la parte más alejada del mástil. Este escudo subraya los lazos con Irlanda. La mujer que levanta la cruz es la personificación de Irlanda y lleva su nombre poético, Erin. El verde de su vestido y el arpa dorada son también símbolos irlandeses. 
La insignia azul es la bandera utilizada con más frecuencia por las dependencias británicas y algunas instituciones británicas de carácter gubernamental. Algunos países que son antiguas colonias del Reino Unido, como Australia o Nueva Zelanda, utilizan el diseño de la enseña azul en sus banderas nacionales.
- Datos: Q245269
- Multimedia: Flags of Montserrat / Q245269